# They Might Be Giants

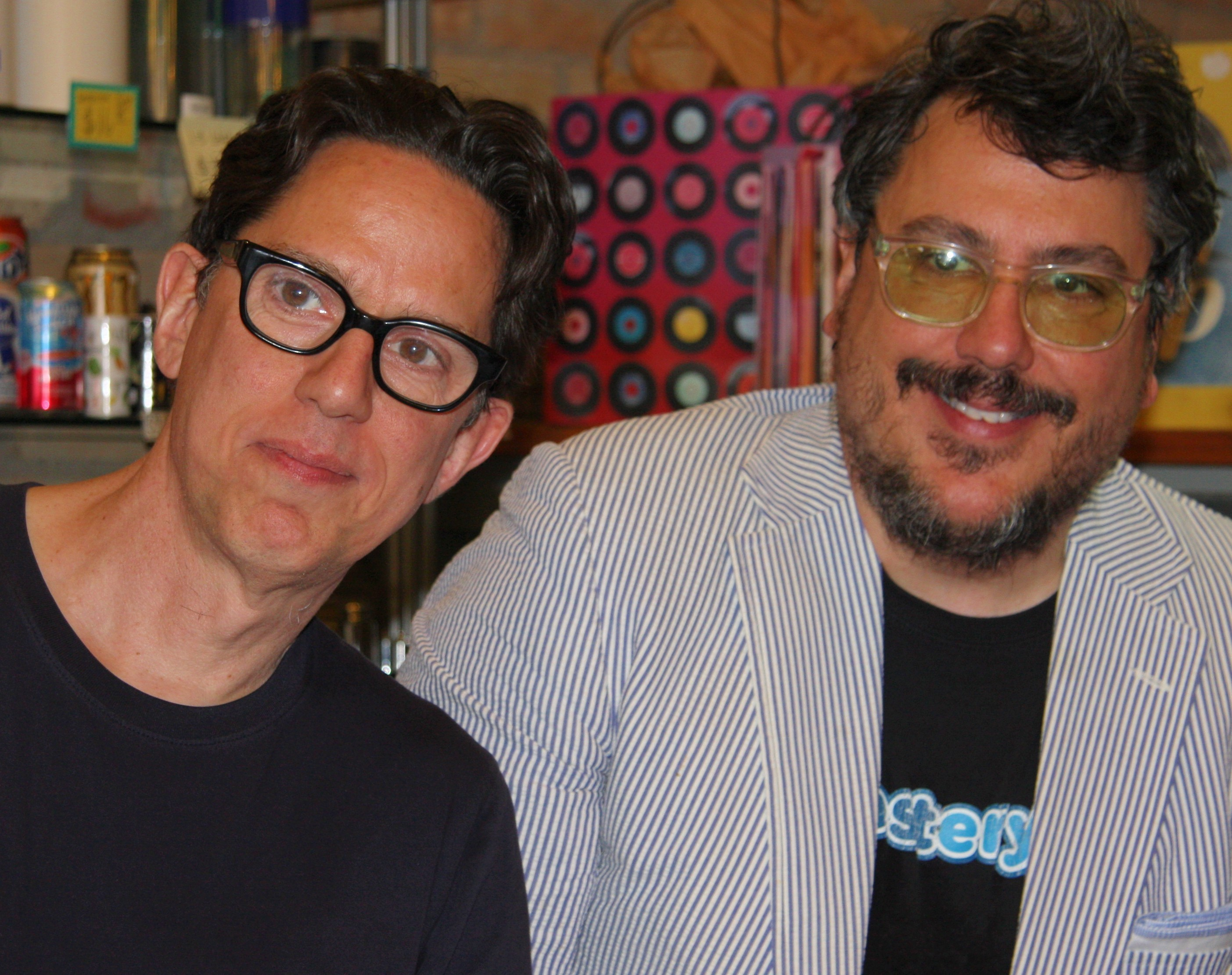
John Flansburgh und John Linnell

They Might Be Giants (häufig abgekürzt als TMBG) ist eine US-amerikanische Alternative-Band, bestehend aus dem Duo John Flansburgh und John Linnell, auch bekannt als the two Johns oder John and John.

## Werdegang
Die Band wurde 1982 im Stadtteil Brooklyn von New York gegründet und nach dem gleichnamigen Film von Anthony Harvey benannt. Bekanntheit erreichten sie u. a. durch ihre Anrufbeantworter-Aktion „Dial a Song“. Dafür spielten sie ihre Songs auf einen Anrufbeantworter, wo man sie durch Anrufen anhören konnte. Später waren They Might Be Giants die erste Majorband, die ihre Songs als MP3 veröffentlichten.
TMBG sind vor allem für ihre Songs Don’t Let’s Start aus dem Album They Might Be Giants, Ana Ng aus dem Album Lincoln und Birdhouse in Your Soul aus dem Album Flood bekannt. In Europa kennt man sie vor allem wegen der Titelmelodie aus der Fernsehserie Malcolm mittendrin, Boss of Me, für die die beiden Mitglieder als Autoren auch 2002 einen Grammy erhielten. Eine Rockumentary der Band lief 2002 unter dem Titel Gigantic in den amerikanischen Kinos.
TMBG-Titel wurden gelegentlich in Zeichentrickserien wie Tiny Toons oder Die Simpsons verwendet. 2011/2012 war das Intro des Stücks No One Knows My Plan aus dem Album John Henry die Titelmelodie der Sendung Die Kaya-Show mit Kaya Yanar auf RTL.
Ab 2002 mit der Veröffentlichung von No! machten die beiden Musiker auch durch ihre Alben mit Musik für Kinder von sich reden. 2005 erschien Here Come the ABCs. Der Nachfolger Here Come the 123s erhielt 2009 einen Grammy für das beste Kinderalbum. Zwei Jahre später bekamen sie eine weitere Nominierung für Here Comes Science. Ihr fünftes Kinderalbum 2015 trug den Titel Why?.

## Diskografie

### Alben
| Jahr | Titel               | Höchstplatzierung, Gesamtwochen, AuszeichnungChartplatzierungen (Jahr, Titel, Platzierungen, Wochen, Auszeichnungen, Anmerkungen) | Höchstplatzierung, Gesamtwochen, AuszeichnungChartplatzierungen (Jahr, Titel, Platzierungen, Wochen, Auszeichnungen, Anmerkungen) | Anmerkungen                   |
| Jahr | Titel               | US | UK | Anmerkungen                   |
| ---- | ------------------- | --- | --- | ----------------------------- |
| 1988 | Lincoln             | US89 (19 Wo.)US | — |                               |
| 1990 | Flood               | US75 Platin · (22 Wo.)US | UK14 Gold · (12 Wo.)UK |                               |
| 1992 | Apollo 18           | US99 (6 Wo.)US | — |                               |
| 1994 | John Henry          | US61 (4 Wo.)US | — |                               |
| 1996 | Factory Showroom    | US89 (2 Wo.)US | — |                               |
| 1998 | Severe Tire Damage  | US186 (1 Wo.)US | — |                               |
| 2001 | Mink Car            | US134 (1 Wo.)US | — |                               |
| 2004 | The Spine           | US130 (1 Wo.)US | — |                               |
| 2007 | The Else            | US118 (2 Wo.)US | — |                               |
| 2008 | Here Come the 123’s | US172 (1 Wo.)US | — | Grammy: Musikalbum für Kinder |
| 2009 | Here Comes Science  | US91 (4 Wo.)US | — | Grammy-Nominierung            |
| 2011 | Join Us             | US32 (1 Wo.)US | — |                               |
| 2013 | Nanobots            | US58 (2 Wo.)US | — |                               |
| 2015 | Glean               | US67 (1 Wo.)US | — |                               |
| 2015 | Why?                | US181 (1 Wo.)US | — |                               |
| 2016 | Phone Power         | US122 (1 Wo.)US | — |                               |
| 2018 | I Like Fun          | US108 (1 Wo.)US | — |                               |
| 2021 | Book                | US87 (1 Wo.)US | — | Grammy-Nominierung            |

Weitere Alben
- They Might Be Giants (auch bekannt als The Pink Album, 1986)
- Don’t Let’s Start (1989)
- Miscellaneous T (1991)
- Live!! New York City 10/14/94 (1994)
- Factory Showroom (1996)
- Then: The Earlier Years (1997)
- Live (1999)
- Long Tall Weekend (1999, nur Download)
- No! (2002)
- They Got Lost (2002)
- Dial-A-Song: 20 Years of They Might Be Giants (2002)
- Here Come the ABCs (2005)
- Venue Songs (2005, nur Download)
- My Murdered Remains (2018)
- The Escape Team (2018)
- Book (2021)

### Singles
| Jahr | Titel Album                                 | Höchstplatzierung, Gesamtwochen, AuszeichnungChartsChartplatzierungen (Jahr, Titel, Album, Platzierungen, Wochen, Auszeichnungen, Anmerkungen) | Anmerkungen      |
| Jahr | Titel Album                                 | UK | Anmerkungen      |
| ---- | ------------------------------------------- | --- | ---------------- |
| 1990 | Birdhouse in Your Soul Flood                | UK6 Silber · (15 Wo.)UK |                  |
| 1990 | Istanbul (Not Constantinople) Flood         | UK61 (3 Wo.)UK |                  |
| 2001 | Boss of Me Music from Malcolm in the Middle | UK21 (5 Wo.)UK | Grammy: Filmsong |

Weitere Lieder
- Don’t Let’s Start (1987)
- (She Was A) Hotel Detective (1988)
- They’ll Need a Crane (1989)
- Purple Toupee (1989)
- The Statue Got Me High (1992)
- I Palindrome I (1992)
- The Guitar (The Lion Sleeps Tonight) (1992)
- Why Does the Sun Shine (1993)
- O Tannenbaum (1993)
- Back to Skull (1994)
- S-E-X-X-Y (1996)
- Working Undercover for the Man (2000)
- Man, It’s So Loud in Here (2000)
- Music from Malcolm in the Middle (2000)
- They Might Be Giants in Holidayland (2001)
- Indestructible Object (2004)
- The Spine Surfs Alone (2004)
- Hot Dog (2008, US: Platin)
- Mickey Mouse Clubhouse Theme (2008, US: Gold)
- Part of You Wants to Believe Me (2021)

Videoalben
- Here Come the Abcs (2009, US: Gold)
- Here Comes Science (2010, US: Gold)
- Here Come the 123s (2011, US: Gold)